# Christian Friedrich Böritz
Christian Friedrich Böritz, född 1710, död 17 april 1780 i Hovförsamlingen, Stockholm, var en svensk hovtrumpetare i Stockholm.

## Biografi
Christian Friedrich Böritz föddes 1710. Han spelade trumpet och arbetade som hovtrumpetare. Saulitz medverkade vid rikshögtidligheterna 1751. Han avled 1789.